# سوزان آنتونی
سوزان برانل آنتونی (۱۵ فوریه ۱۸۲۰–۱۳ مارس ۱۹۰۶) یک رهبر برجسته حقوق مدنی و حقوق زنان در آمریکا بود که در جنبش حقوق زنان و به رسمیت شناخته شدن حق رأی زنان در ایالات متحده در قرن ۱۹ نقش محوری داشت.

## فعالیت‌ها

سوزان آنتونی لحظاتی قبل از دستگیری و در حال کتک خوردن بخاطر تلاش جهت رأی دادن در انتخابات در سال ۱۸۷۲.
او بخاطر ثبت نام برای رأی دادن در انتخابات ۱۰۰ دلار جریمه شد.

او از بنیان‌گذاران اولین جنبش اعتدال (خویشتن داری با) زنان به همراه الیزابت کدی استانتون به عنوان رئیس بود.
در سال ۱۸۸۰ او به همراه ماتیلدا جوسلین گیج، الیزابت کدی استانتون نمایندگی انجمن ملی حق رأی زنان را در کنوانسیون جمهوریخواهان در شیکاگو، ایلینوی و کنوانسیون دموکراتها در سینسیناتی در ایالت اوهایو بعهده داشت.او همچنین از مؤسسان مجله حقوق زنان، انقلاب بود. او بین ایالات متحده و اروپا مسافرت می‌کرد، و به‌طور متوسط ۷۵ تا ۱۰۰ سخنرانی در سال انجام می‌داد. او یکی از حامیان مهم در رهبری به رسمیت شناخته شدن و تصویب حقوق زنان دولت آمریکا بود. سالگرد تولد او در ۱۵ فوریه به عنوان روز سوزان آنتونی در ایالات فلوریدا و ویسکانسین گرامی داشته می‌شود.
یکسال بعد از شرکت کردن او در انتخابات ریاست‌جمهوری در سال ۱۸۷۲، به پرداخت جریمه محکوم شد که ایشان از پرداخت جریمه سر باز زد.
در سال ۲۰۲۰، ترامپ بعد از ۱۴۷ سال دستور عفو وی را صادر کرد.

## جوانی

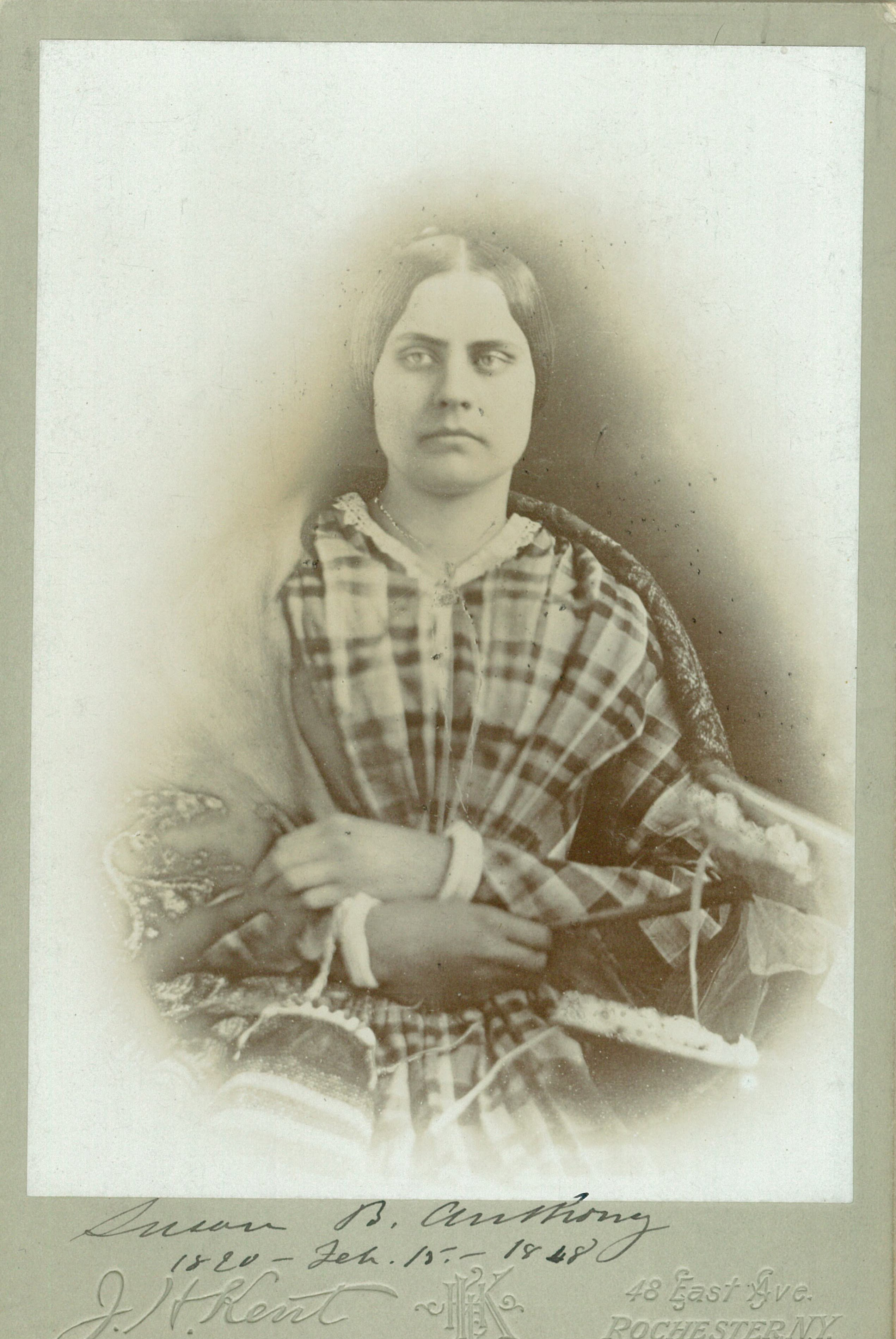
سوزان بی آنتونی در سال ۱۸۴۸، در سن ۲۸ سالگی

سوزان آنتونی در ۱۵ فوریه ۱۸۲۰ از دانیل آنتونی و لوسی رد در آدامز، ماساچوست متولد شد. او فرزند بزرگتر دوم از هفت کودک بود. او را به خاطر مادر بزرگ مادری اش سوزانا و برای خواهر پدرش سوزان نامگذاری کردند. در جوانی، او و خواهرانش به رسم آن دوران با افزودن حروف اول به نام خودشان پاسخ دادند. آنتونی به عنوان حرف میانی اسمش حرف بی را انتخاب کرد، زیرا عمه اش سوزان با شخصی به نام براونل ازدواج کرده بود. آنتونی هرگز خودش از اسم براونل استفاده نکرد و آن را دوست نداشت.
خانواده وی اشتیاق زیادی به اصلاحات اجتماعی داشتند. برادرانش دانیل و مریت به کانزاس نقل مکان کردند تا از جنبش ضد برده‌داری در آنجا حمایت کنند. مریت در بحران خونریزی کانزاس با جان براون علیه نیروهای طرفدار برده‌داری مبارزه کرد. دانیال سرانجام صاحب روزنامه شد و شهردار لیونورث شد. خواهر آنتونی، ماری، که در سالهای بعد با او هم‌خانه بود، مدیر یک مدرسه دولتی در روچستر و یک فعال حقوق زنان شد.
پدر آنتونی یک مخالف برده‌داری و طرفدار جنبش اعتدال بود. او که یک کوئیکر بود، در رابطه با جماعت سنتی خود مشکل داشت که او را به خاطر ازدواج با یک غیر کوئیکر سرزنش می‌کردند، و به دلیل اجازه دادن به کار یک مدرسه رقص در خانه اش از او دوری می‌کردند. او به هر حال به شرکت در جلسات کوٍئیکرها ادامه داد و حتی در اعتقاداتش رادیکال تر شد. مادر آنتونی متدیست بود و به تربیت فرزندان شان به شیوه ای تحمل پذیرتر از سنت مذهبی همسرش عمل می‌کرد. پدرشان همه آنها، دختران و پسران، را تشویق کرد تا خودکفا باشند. به آنها آموزش اصول تجارت داد و مسئولیت‌هایی را، در همان سنین پایین، به آنها واگذار کرد.

## فعالیت‌ها

### فعالیت‌های اجتماعی اولیه
آنتونی با انرژی و قاطعیت کار خود را در زمینه اصلاحات اجتماعی آغاز کرد. او که خود در مسائل اصلاحات مطالعه می‌کرد، به سمت عقاید رادیکال تر افرادی مانند ویلیام لوید گریسون، جورج تامپسون و الیزابت کدی استانتون گرایش پیدا کرد. به زودی او لباس جنجالی بلومر را که متشکل از پانتالونی بود که زیر لباس تا زانو پوشیده بود، به تن می‌کرد. او این لباس را منطقی تر از لباس‌های سنگین سنتی می‌دانست که روی زمین کشیده می‌شوند. او بعد از یک سال با اکراه از پوشیدن آن دست کشید زیرا این فرصت را به مخالفانش می‌داد تا به جای ایده‌های او، روی لباسش متمرکز شوند.